# El Camichín
El Camichín är en ort i Mexiko.   Den ligger i kommunen Tuxcacuesco och delstaten Jalisco, i den södra delen av landet, 500 km väster om huvudstaden Mexico City. El Camichín ligger 759 meter över havet och antalet invånare är 301.
Terrängen runt El Camichín är kuperad åt nordost, men åt sydväst är den bergig. Runt El Camichín är det glesbefolkat, med 16 invånare per kvadratkilometer. Närmaste större samhälle är San Gabriel, 14,6 km norr om El Camichín. I omgivningarna runt El Camichín växer huvudsakligen savannskog.